# 杨松 (1950年)
杨松（1950年11月—），男，汉族，河北海兴人，中华人民共和国政治人物。新疆大学物理系物理专业毕业，大学学历。中国共产党第十七届中央委员会候补委员。

## 生平
1970年4月参加工作，1975年4月加入中国共产党。历任西藏自治区阿里地区计委副主任、行署副专员；西藏自治区“一江两河”开发建设委员会办公室副主任；西藏自治区人民政府副主席、中共昌都地委书记、中共西藏自治区政法委书记、中共西藏自治区委党委常委、西藏自治区公安厅厅长、中共西藏自治区委党委副书记、西藏自治区人民政府常务副主席等职。
2006年7月调任中共湖北省委副书记，9月兼任省委党校校长；2008年3月兼任中共武汉市委书记，6月当选市人大常委会主任。
2011年2月当选湖北省政协主席。2016年1月，卸任湖北省政协主席职务。